# Spean Thma
Spean Thma là một cây cầu đá vượt sông Siem Reap thuộc di tích kinh thành Angkor Thom. Nó nằm trên đường đi giữa các Cổng Chiến Thắng (Victory Gate) và Ta Keo. Ngày nay di tích chỉ còn là tàn tích, và không có cây cầu nào nữa mà hiện nay dòng chảy của các con sông chảy qua Siêm Riệp đều thay dòng. Cây cầu hiện nay là cây cầu mới của Ủy ban Apsara xây dựng. Khi nhìn thấy Spean Thma, điều đầu tiên nhận thấy được rằng nó không bắc qua sông. Cây cầu xưa kia đóng vai trò vô cùng quan trọng, ngày nay, di tích không còn, phần còn lại chỉ là những tảng đá bị các cây cổ thụ nuốt trọn.

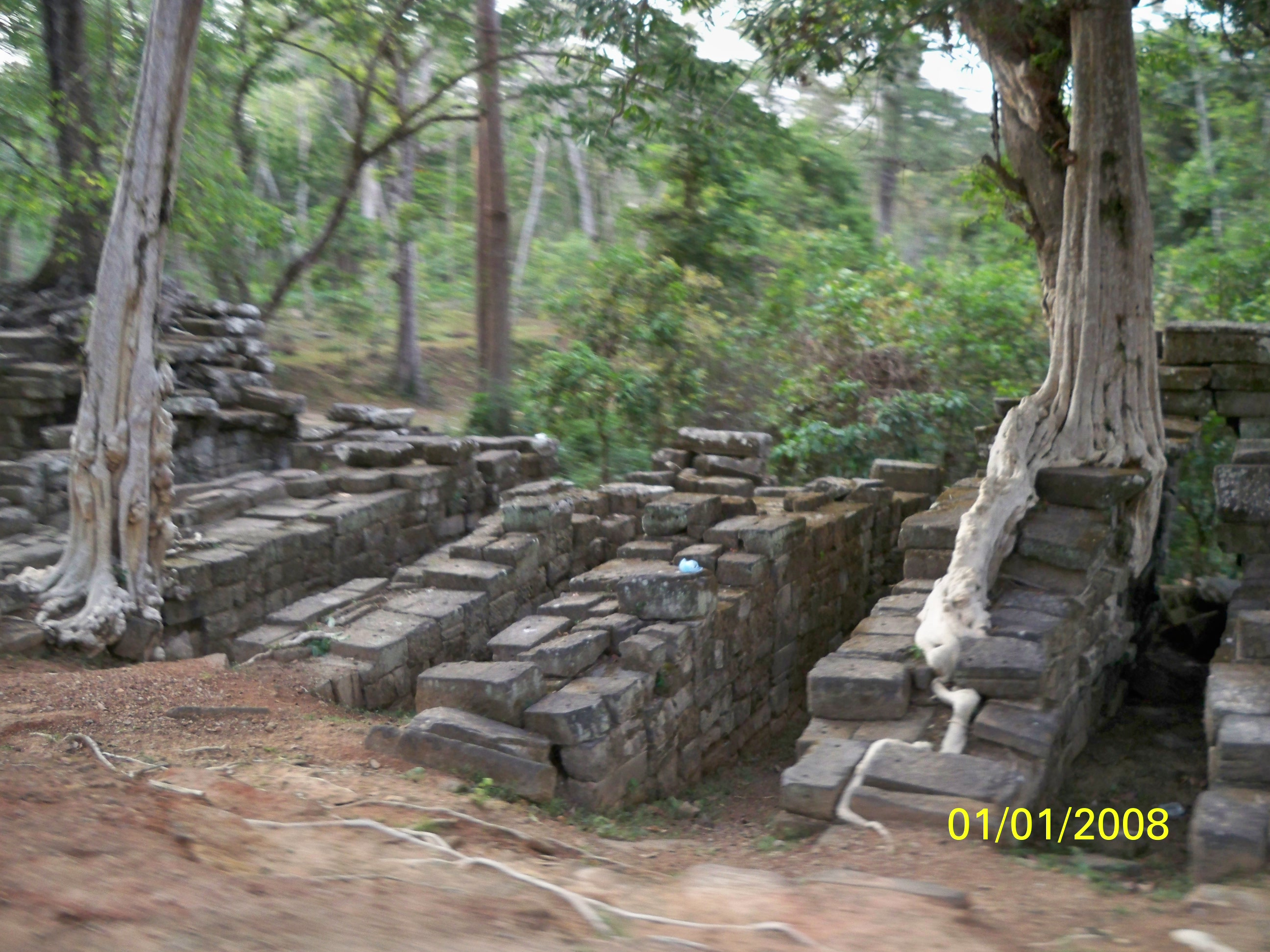
Cầu Spean Thma hoàn toàn đổ nát

## Miêu tả
Kể từ khi xây dựng công trình Spean Thma, cố đô Siem Reap đã thay đổi từ đó. So sánh với các di tích ở Angkor, Spean Thma đã được đầu tư xây dựng chỉ trong thế kỷ 16, sau khi xây dựng xong đền Angkor. 

## Vị trí
Spean Thma cách cổng Chiến Thắng là 700 mét về phía Đông và cách 200 mét từ Thommanon và Chau Say Tevoda. Từ hướng đối diện, cách Takeo 300 mét theo hướng Tây Bắc.

## Mô tả
Cầu Spean Thma không phải là cây cầu duy nhất trong di tích Angkor dùng để di chuyển của đế chế Khmer. Nó chỉ là dấu vết còn lại minh chứng cho quá trình cực thịnh của nền văn minh Angkor. Một phần di tích là con đường dẫn vào kinh thành Angkor Thom, bên ngoài các khu đô thị sầm uất lúc bấy giờ cùng với các bệnh viện rải rác khắp kinh đô mà dưới Triều đại các vua Angkor, cầu Spean Thma xây dựng chỉ là một trong số đó. Tuy nhiên, xét cho cùng, dựa vào các khối đá còn sót lại, các nhà khoa học Pháp cho rằng nó là di tích lớn nhất trong số các di tích cầu trong cụm quần thể di tích Angkor.